# Labbu
El mito de Labbu, "El asesinato de Labbu", o posiblemente el mito de Kalbu, dependiendo de la lectura del primer carácter en el nombre del antagonista, que se escribe siempre como KAL se puede leer como Lab, Kal, Rib y Tan, es una antigua creación épica Mesopotámica con su origen no más tarde que el período de la antigua Babilonia. Es un cuento folclórico posiblemente de la región de Diyala pues la versión posterior parece presentar al dios Tišpak como su protagonista y puede ser una alegoría que representa su reemplazo del dios de la serpiente de Chthonic Ninazu en la tapa del panteón de la ciudad de Ešnunna. 1] Esta parte es interpretada por Nergal en la versión anterior. [2] Posiblemente fue un precursor del Enûma Eliš, donde Labbu, que significa "Raging One" o "león", fue el prototipo de Tiamat [3] y del cuento cananeo de Baal que combate a Yamm.

## Synopsis
Existente en dos ejemplares muy fragmentarios, un viejo babilonio y un asirio posterior de la biblioteca de Ashurbanipal, que no tienen líneas sobrevivientes completas, el mito de Labbu relata la historia de un monstruo leonino, ciertamente serpentino, de cincuenta leguas Mušba-aš-ma: Bašmu o sesenta-liga de largo MUŠ-ḪUŠ: Mušḫuššu, dependiendo de la versión y la reconstrucción del texto. La apertura de la antigua versión babilónica recuerda la de Gilgamesh:
Las ciudades suspiran, la gente ...
La gente disminuyó en número, ...
Por su lamento no había ninguno para ...
Se describen las vastas dimensiones de Labbu. El mar, tāmtu [6] ha dado a luz al dragón (línea 6). La línea fragmentaria "Él levanta la cola ..." lo identificó como Neil Forsyth como precursor de un posterior Adversario, el dragón de Apocalipsis 12: 4, cuya cola barrió una tercera parte de las estrellas del cielo y las arrojó al Tierra. [7]
En la última versión, Labbu es creado por el dios Enlil que "dibujó [el dragón en el cielo]", para borrar a la humanidad cuyo ruido estridente ha estado perturbando el sueño de esta deidad, un motivo recurrente en las épicas de la creación babilónica. Esto se refiere a la Vía Láctea (Heidel 1963) o un cometa (Forsyth 1989) no está claro.El panteón de los dioses babilonios están aterrorizados por esta aparición y el llamamiento a la luna dios Sîn o la fertilidad diosa Aruru que recluta Tišpak / Nergal para contrarrestar esta Amenaza y "ejercicio de la realeza", presumiblemente sobre Ešnunna, como su recompensa.Tišpak / Nergal plantea objeciones a enredarse con la serpiente, pero después de una brecha en la narración, un dios cuyo nombre es desgastado proporciona orientación sobre la estrategia militar. El vencedor, que puede o no ser Tišpak o Nergal, de acuerdo con el consejo dado, dispara una flecha para matar a la bestia.
Los fragmentos épicos no forman parte de una cosmogonía, observa Forsyth, ya que las ciudades de los hombres ya existen. F.A.M. Wiggerman encontró que la función del mito justificaba la adhesión de Tishpak como rey, "como consecuencia de su" liberación "de la nación, sancionada por la decisión de un consejo divino". [1]